# Naoyuki Daigo
Naoyuki Daigo (japanisch 醍醐 直幸 Daigo Naoyuki; * 18. Januar 1981 in Tokio) ist ein ehemaliger japanischer Leichtathlet, der sich auf den Hochsprung spezialisiert hat.

## Sportliche Laufbahn
Erste internationale Erfahrungen sammelte Naoyuki Daigo vermutlich im Jahr 1997, als er bei den Juniorenasienmeisterschaften in Bangkok mit übersprungenen 2,19 m die Silbermedaille gewann. Im Jahr darauf belegte er bei den Juniorenweltmeisterschaften in Annecy mit 2,15 m den siebten Platz und 1999 siegte er bei den Juniorenasienmeisterschaften in Singapur mit einem Sprung über 2,21 m. 2003 gewann er bei den Asienmeisterschaften in Manila mit 2,19 m die Bronzemedaille hinter dem Chinesen Wang Zhouzhou und Bae Kyoung-Ho aus Südkorea. 2005 startete er bei den Weltmeisterschaften in Helsinki und schied dort mit 2,20 m in der Qualifikationsrunde aus. Anschließend gewann er bei den Asienmeisterschaften in Incheon mit 2,23 m die Silbermedaille hinter dem Sri-Lanker Manjula Kumara und im November gewann er bei den Ostasienspielen in Macau mit derselben Höhe die Silbermedaille hinter dem Chinesen Huang Haiqiang. Im Jahr darauf siegte er bei den Hallenasienmeisterschaften in Pattaya mit übersprungenen 2,17 m und im Dezember gewann er bei den Asienspielen in Doha mit 2,23 m die Bronzemedaille hinter dem Libanesen Jean-Claude Rabbath und Sergei Sassimowitsch aus Kasachstan. 2007 verpasste er bei den Weltmeisterschaften in Osaka mit 2,19 m den Finaleinzug und im Jahr darauf belegte er bei den Hallenasienmeisterschaften in Doha mit 2,14 m den sechsten Platz, ehe er bei den Hallenweltmeisterschaften in Valencia mit 2,15 m in der Qualifikationsrunde ausschied. Im August nahm er an den Olympischen Sommerspielen in Peking teil und verpasste dort mit 2,15 m den Finaleinzug. 2009 schied er bei den Weltmeisterschaften in Berlin mit 2,20 m in der Vorrunde aus und anschließend belegte er bei den Asienmeisterschaften in Guangzhou mit 2,15 m den sechsten Platz. Im Juni 2011 bestritt er seinen letzten offiziellen Wettkampf und beendete daraufhin seine aktive sportliche Karriere im Alter von 30 Jahren.
In den Jahren 2003, von 2005 bis 2007 und 2009 wurde Daigo japanischer Meister im Hochsprung.

## Persönliche Bestleistungen
- Hochsprung: 2,33 m, 2. Juli 2006 in Kōbe
  - Hochsprung (Halle): 2,28 m, 19. Februar 2006 in Yokohama